# Pachnoda ephippiata
Pachnoda ephippiata es una especie de escarabajo del género Pachnoda, familia Scarabaeidae. Fue descrita científicamente por Gerstaecker en 1867.
Habita en Tanzania, Kenia, Uganda, Ruanda, Mozambique, Camerún, Sudáfrica, República Democrática del Congo, Burundi y Zambia.